# 238-as busz (Budapest)
A budapesti 238-as jelzésű autóbusz Csepel, Szent Imre tér és Szigetszentmiklós, Szabadság utca között közlekedik. A viszonylat útvonalán korábban a 679-es és a 682-es jelzésű Volán-járatok közlekedtek, de 2014. augusztus 23-ától átszervezték Szigetszentmiklós közlekedését, a 38-as busz útvonalát meghosszabbították. A 238-as a 38-assal ellentétes irányban járja be Szigetszentmikóst és tér vissza Csepelre.
A vonalat a MÁV Személyszállítási Zrt. üzemelteti.
Éjszaka a 938-as busz közlekedik a vonalon, de Szigetszentmiklóson az ellenkező irányban. Kihagyja az Erdősor utca és a Szent Imre tér közötti megállóhelyeket.

## Története
2014. augusztus 23-án jelentősen átszervezték a 38-as buszcsaládot, a 38-as szigetszentmiklósi párjaként jött létre Csepel, Szent Imre tér és Szigetszentmiklós között.
2018. július 11-étől szeptember 16-áig a Massányi Károly úti útépítési munkálatok miatt terelt útvonalon közlekedett, nem érintette az Áruházi bekötőút és a Lakihegy, Cseresznyés utca közötti megállóhelyeket. Az Auchan Sziget áruház és a Massányi úti lakópark megállók között a Csepeli elkerülő úton és a Csepel-szigeti gerincúton járt. Ez idő alatt Lakihegy a 38A busszal, illetve a 688-as és a 690-es járattal volt érhető.

## Útvonala
| Szigetszentmiklós, Szabadság utca felé |
| Csepel, Szent Imre tér vá. – Károli Gáspár utca – Szent Imre tér – II. Rákóczi Ferenc út – Szigetszentmiklós, Auchan bekötőút – Auchan áruház, forduló – Auchan bekötőút – II. Rákóczi Ferenc út – Massányi Károly út – Petőfi Sándor utca – Szabadság utca, forduló – Petőfi Sándor utca – Széchenyi utca – Ősz utca – Dobó István utca – Tököli út – Szebeni utca, forduló – Tököli út – Bajcsy-Zsilinszky utca – Gyári út – Szilágyi Lajos utca – Árpád utca – Petőfi Sándor utca – Szigetszentmiklós, Szabadság utca mh. |
| Csepel, Szent Imre tér felé |
| Szigetszentmiklós, Szabadság utca mh. – Petőfi Sándor utca – Massányi Károly út – II. Rákóczi Ferenc út – Auchan bekötőút – Auchan áruház, forduló – Auchan bekötőút – Budapest, II. Rákóczi Ferenc út – Szent Imre tér – Vermes Miklós utca – Kiss János altábornagy utca – Csepel, Szent Imre tér vá. |

## Megállóhelyei
Az átszállási kapcsolatok között a 38-as és a 38A jelzésű buszok nincsenek feltüntetve, mert ugyanazon az útvonalon közlekednek. A 38A Lakihegy, Cseresznyés utcáig közlekedik, a 38-as busz pedig Szigetszentmiklóst az ellenkező irányban járja körbe.
| 0                                                                                                  | Csepel, Szent Imre tér végállomás        | 89 | 35, 36, 71, 138, 148, 151, 152, 159, 179, 278 688, 690                          | Autóbusz-állomás (Szent Imre tér), HÉV-állomás, XXI. kerületi Önkormányzat, Okmányiroda, XXI. kerületi Rendőrkapitányság |
| ∫                                                                                                  | Kiss János altábornagy utca              | 88 | 71, 138, 152, 159, 179, 278 688, 690                                            | |
| 2                                                                                                  | Szent Imre tér H                         | 86 | 35, 36, 71, 138, 148, 151, 152, 159, 179, 278 672, 673, 674, 675, 676, 688, 690 | Autóbusz-állomás (Vermes Miklós utca), HÉV-állomás, XXI. kerületi Önkormányzat, Okmányiroda                              |
| 3                                                                                                  | Karácsony Sándor utca H                  | 84 | 36, 71, 138, 148, 159, 179, 278 672, 673, 674, 675, 676, 688, 690               | HÉV-állomás |
| 5                                                                                                  | Csepel H                                 | 82 | 138, 278 672, 673, 674, 675, 676, 688, 690                                      | HÉV-állomás, Csepel Plaza, II. számú posta                                                                               |
| 7                                                                                                  | Erdősor utca                             | 80 | 138, 159, 278 673, 674, 690                                                     | |
| 8                                                                                                  | Vas Gereben utca                         | 78 | 138, 278 673, 674, 690                                                          | Tesco áruház |
| 9                                                                                                  | Tejút utca                               | 77 | 138, 278 672, 673, 674, 675, 676, 688, 690                                      | Óvoda, Iskola, Gimnázium                                                                                                 |
| 11                                                                                                 | Csepeli temető                           | 75 | 138, 278 672, 673, 674, 675, 676, 690                                           | Csepeli temető |
| 13                                                                                                 | Fácánhegyi utca                          | 74 | 138, 278 673, 674, 675, 676, 690                                                | Hárosi iskola |
| 14                                                                                                 | Szilvafa utca                            | 71 | 138, 278 690                                                                    | |
| 15                                                                                                 | Almafa utca                              | 70 | 138, 278 690                                                                    | |
| 16                                                                                                 | Vízművek lakótelep                       | 69 | 138, 278 690                                                                    | |
| Budapest–Szigetszentmiklós közigazgatási határa                                                    |                                          |    |                                                                                 | |
| 17                                                                                                 | Hárosi Csárda                            | 67 | 138, 278, 279, 279B, 280, 280B 690                                              | |
| Auchan Sziget áruházat ünnepnapokon nem érinti.                                                    |                                          |    |                                                                                 | |
| 19                                                                                                 | Auchan Sziget áruház                     | 66 | 138, 279, 279B, 280, 280B 690                                                   | Auchan Sziget Áruház, Bauhaus áruház                                                                                     |
| 21                                                                                                 | Áruházi bekötőút                         | 65 | 138, 279, 279B, 280, 280B 688, 690, 691                                         | |
| 23                                                                                                 | Háros                                    | ∫  | 138, 280, 280B                                                                  | |
| Budapest bérlet felhasználhatósági határvonala (2001-ig Csepel és Lakihegy falu határvonala volt.) |                                          |    |                                                                                 | |
| 24                                                                                                 | Gát utca                                 | 64 | 279, 279B, 280, 280B 689, 690                                                   | |
| 25                                                                                                 | Lacházi fogadó                           | 63 | 279, 279B, 280, 280B 690                                                        | |
| 27                                                                                                 | Lakihegy, Cseresznyés utca               | 62 | 279, 279B 689, 690                                                              | Orvosi rendelő, ALDI áruház, Óvoda, Autóbusz-forduló                                                                     |
| 31                                                                                                 | Massányi úti lakópark                    | 56 | 278, 279, 279B, 280, 280B                                                       | |
| 32                                                                                                 | Szigetszentmiklós, Szabadság utca        | ∫  | 278, 279, 279B, 280, 280B 689, 691                                              | |
| 33                                                                                                 | Ady Endre utca                           | ∫  | 279, 279B, 280, 280B                                                            | |
| 35                                                                                                 | Ősz utca                                 | ∫  | 279, 279B, 280, 280B                                                            | |
| 36                                                                                                 | Nap utca (óvoda)                         | ∫  | 279, 279B, 280, 280B                                                            | |
| 37                                                                                                 | Miklós tér                               | ∫  | 279, 279B, 280, 280B                                                            | |
| 39                                                                                                 | Szebeni utca                             | ∫  | 279, 279B, 280, 280B 682, 683                                                   | Szigetszentmiklósi Ádám Jenő Általános Iskola és Alapfokú Művészeti Iskola, Városi Sportcsarnok                          |
| 42                                                                                                 | Tamási Áron utca                         | ∫  | 279, 279B, 280, 280B                                                            | |
| 43                                                                                                 | Akácfa körút                             | ∫  | 279, 279B, 280, 280B                                                            | |
| 45                                                                                                 | Jókai utca                               | ∫  | 279, 279B, 280, 280B 682, 683, 684                                              | |
| 46                                                                                                 | Váci Mihály utca (József Attila-telep H) | ∫  | 279, 279B, 280, 280B 682, 683, 684                                              | HÉV-állomás |
| 48                                                                                                 | József Attila utca                       | ∫  | 279, 279B, 280, 280B 672, 673, 674, 675, 676, 689, 691                          | |
| 49                                                                                                 | Kisfaludy utca                           | ∫  | 280, 280B 673, 674                                                              | |
| 50                                                                                                 | Szigetszentmiklós H                      | ∫  | 280, 280B 673, 674, 678                                                         | HÉV-állomás |
| 51                                                                                                 | Szigetszentmiklós, városháza             | ∫  | 279, 279B, 280, 280B 672, 673, 674, 675, 676, 678, 682, 683, 684, 689, 691      | Polgármesteri Hivatal |
| 53                                                                                                 | Lehel utca                               | ∫  | 279B                                                                            | |
| 54                                                                                                 | Kölcsey Ferenc utca                      | ∫  | 279B                                                                            | |
| 55                                                                                                 | Szigetszentmiklós, Szabadság utca        | 55 | 278, 279, 279B, 280, 280B 689, 691                                              | |